# Mont d'Amin
Le mont d'Amin est un sommet du Jura suisse situé dans le canton de Neuchâtel, à l'est de la Vue des Alpes. Il culmine à 1 417 mètres d'altitude.

## Géographie
Le mont d'Amin fait partie d'un chaînon du Jura, qui s'étend du sud-ouest au nord-est en passant par le mont Racine, la tête de Ran, le col de la Vue des Alpes, le mont d'Amin pour se terminer à l'ouest du Chasseral. La crête du mont d'Amin, étroite, est délimitée au sud par le val de Ruz et au nord par la partie haute du vallon de Saint-Imier.
Le mont d'Armin se situe au nord du village de Chézard-Saint-Martin. Depuis 2012, il fait partie de la commune de Val-de-Ruz.

### Géologie
La crête du mont d'Amin est constituée par les calcaires de la formation de Reuchenette datée du Kimméridgien sur sa face sud et à son sommet, ainsi que par les calcaires du « Séquanien » (Oxfordien à Kimméridgien) sur sa face nord.